# Obersekundareife
Die Obersekundareife war ein Schulabschluss einer Höheren Schule, der in den 1920er Jahren im Deutschen Reich üblich war. Die Obersekundareife beinhaltete die Erlangung der mittleren Reife und zusätzlich die bestandene Prüfung, die eine Versetzung von der Untersekunda in die Obersekunda, also die drittletzte Klasse, ermöglichte. Der Erwerb der Obersekundarreife („Einjährigen-Zeugnis“) berechtigte bis 1918 zur Ableistung eines verkürzten Militärdienstes, als Einjährig-Freiwilliger.
Nach dem Ersten Weltkrieg wurde 1919 in Deutschland der einjährig-freiwillige Militärdienst abgeschafft. Dadurch verloren die bisherigen Einjährigen-Zeugnisse ihre Berechtigung. Sie wurden 1920 durch Zeugnisse der mittleren Reife ersetzt, die nach dem Besuch der Untersekunda erlangt wurden und zum Eintritt in mittlere Berufslaufbahnen berechtigten. Die Obersekundareife beinhaltete darüber hinausgehend eine Versetzung von der Untersekunda in die Obersekunda. Die Berechtigung zum Besuch der Obersekunda öffnete den Zugang zur Primareife (nach der Obersekunda), zum Abitur (nach der Oberprima) und zum anschließenden Eintritt in höhere Berufslaufbahnen. 1931 wurde die Unterscheidung zwischen mittlerer Reife und Obersekundareife aufgegeben, die Zeugnisse vereinheitlicht und der Begriff der Obersekundareife 1938 völlig abgeschafft.
| Ältere Bezeichnung | Klassenstufe |
| ------------------ | ------------ |
| Oberprima          | 13. Klasse   |
| Unterprima         | 12. Klasse   |
| Obersekunda        | 11. Klasse   |
| Untersekunda       | 10. Klasse   |
| Obertertia         | 9. Klasse    |
| Untertertia        | 8. Klasse    |
| Quarta             | 7. Klasse    |
| Quinta             | 6. Klasse    |
| Sexta              | 5. Klasse    |